# Megumi Ogawa
Megumi Ogawa (小川 恵 Ogawa Megumi?), är en japansk tidigare fotbollsspelare.
Megumi Ogawa spelade 1 landskamp för det japanska landslaget.